# Nuoto ai XVII Giochi del Mediterraneo - 100 metri stile libero femminili
Le gare di nuoto nella categoria 100 metri stile libero femminil1 si sono tenute il 23 giugno 2013 al Yeni Olimpik Yüzme Havuzu di Mersin.

## Calendario
Fuso orario EET (UTC+3).
| Data      | Ora   | Turno    |
| --------- | ----- | -------- |
| 23 giugno | 09:50 | Batterie |
| 23 giugno | 18:12 | Finale   |

## Risultati
Le 17 atlete vengono inquadrate in tre batterie rispettivamente da 5, 6 e 6 nuotatrici ciascuna. Si qualificano alla finale i primi otto tempi.

### Batterie
| Pos. | Nome                      | Nazione   | Tempo   | Batt. | Corsia | Note |
| ---- | ------------------------- | --------- | ------- | ----- | ------ | ---- |
| 1    | Silvia Di Pietro          | Italia    | 56"41   | 1     | 5      | Q    |
| 2    | Marta González Crivillers | Spagna    | 56"63   | 3     | 3      | Q    |
| 3    | Theodora Drakou           | Grecia    | 56"64   | 1     | 4      | Q    |
| 4    | Farida Osman              | Egitto    | 56"78   | 2     | 3      | Q    |
| 5    | Erika Ferraioli           | Italia    | 56"81   | 2     | 4      | Q    |
| 6    | Burcu Dolunay             | Turchia   | 56"91   | 1     | 3      | Q    |
| 7    | Lidón Muñoz               | Spagna    | 56"93   | 3     | 2      | Q    |
| 8    | Theodora Giareni          | Grecia    | 56"95   | 1     | 3      | Q    |
| 9    | Lauriane Haag             | Francia   | 57"35   | 2     | 5      |      |
| 10   | Mojca Sagmeister          | Slovenia  | 57"48   | 2     | 2      |      |
| 11   | Beryl Gastaldello         | Francia   | 57"58   | 3     | 5      |      |
| 12   | Anastasia Bogdanovski     | Macedonia | 57"62   | 3     | 6      |      |
| 13   | Zeineb Khalfallah         | Tunisia   | 57"92   | 2     | 6      |      |
| 14   | Esra Kübra Kaçmaz         | Turchia   | 58"48   | 1     | 2      |      |
| 15   | Amel Melih                | Algeria   | 59"00   | 3     | 7      |      |
| 16   | Hania Moro                | Egitto    | 59"13   | 1     | 6      |      |
| 17   | Mónica Ramírez Abella     | Andorra   | 1'01"33 | 2     | 7      |      |

### Finale
| Pos. | Atleta                    | Nazionalità | Tempo | Corsia |
| ---- | ------------------------- | ----------- | ----- | ------ |
|      | Theodora Drakou           | Grecia      | 55"63 | 3      |
|      | Erika Ferraioli           | Italia      | 55"75 | 2      |
|      | Silvia Di Pietro          | Italia      | 56"11 | 4      |
| 4    | Marta González Crivillers | Spagna      | 56"15 | 5      |
| 5    | Farida Osman              | Egitto      | 56"27 | 6      |
| 6    | Lidón Muñoz               | Spagna      | 56"43 | 1      |
| 7    | Theodora Giareni          | Grecia      | 56"49 | 8      |
| 8    | Burcu Dolunay             | Turchia     | 56"82 | 7      |